# Zivania
Zivania ali zivana (grško ζιβανία, ζιβάνα turško: Zivaniya) je ciprsko žganje, ki se pridobiva z destilacijo grozdnih tropin in mešanice ciprskih suhih vin iz sort Xynisteri in Mavro. Ime zivania izvira iz besede zivana (grško ζίβανα), ki v ciprskem dialektu pomeni tropine. Zivania je brezbarvno žganje brez dodanega sladkorja z rahlim priokusom rozin, alkoholna stopnja pa variira med 43 in 60 %. Običajno se na tržišču pojavljajo steklenice z vsebnostjo alkohola 45 %. Po zakonu zivania ne sme vsebovati več kot 60 % alkohola. 

## Zgodovina
Ni znano, kdaj so zivanijo prvič proizvedli na Cipru. Nekateri verjamejo, da so metodo pridelave, ki spominja na proizvodnjo tsipoura, na Ciper prinesli menihi z gore Atos v 15. stoletju, drugi pa menijo, da se zivania proizvaja na Cipru že od časa, ko je otoku vladala Beneška republika, okoli konca 15. stoletja. Dokazi o nadaljnji proizvodnji med osmansko in britansko vladavino otoka prihajajo od piscev, kot je britanski pisatelj Samuel Baker, ki leta 1879 poroča: »... odpadki lupine in peclji se položijo na eno stran, da fermentirajo za proizvodnjo raki ali žganja z destilacijo ...«.
V skladu s ciprskim zakonom o ureditvi in nadzoru proizvodov iz grozdja iz leta 1965 (52/1965) (grško: Ο περί Ρυθμίσεως και Ελέγχου της Βιομηχανίας Αμπελουργικών Προϊόντων Νόμος του 1965 (52/1965) je zivania  opredeljena kot »alkoholna pijača, ki ne vsebuje več kot 60 % alkohola na prostornino in je proizvedena izključno iz prve destilacije vina, grozdja in tropin, ki so šle skozi fermentacijo, ali rozin ali katerih koli drugih ostankov istih« (grško "ζιβανία" σημαίνει οινοπνευματώδες ποτόν περιέχον ουχί πέραν των 60% οινόπνευμα παραγόμενον αποκλειστικώς και μόνον διά της πρώτης αποστάξεως οίνων, τρυγίας, σταφυλών αι οποίαι υπέστησαν ζύμωσιν ή σταφίδων ή οιωνδήποτε υπολειμμάτων τούτων).
Od leta 1989 je zivania zaščitena s predpisi EU kot ime za grozdne tropine, pridelane na Cipru.

## Proizvodnja
Pridelava zivanije se začne s stiskanjem zrelega zdravega grozdja za pridelavo mošta. Nato se z Bauméjevim areometrom preveri gostota grozdnega mošta, da se zagotovi, da ima vrednost gostote manj kot 13° Baumé. To je potrebno, da mošt doseže popolno in pravilno fermentacijo. Grozdni mošt skupaj s tropinami nato preložimo v velike posode in pustimo fermentirati. Tradicionalno so mešanico mošta in tropin dajali v velike glinene posode (pitos, grško πιθάρι). Takoj ko je postopek fermentacije končan (tj. fermentirani mošt je preverjen in potrjeno, da ima vrednost manjšo ali enako 0° Baumé), se fermentirana mešanica mošta in tropin prenese v glavno posodo destilarne (kazani, grško καζάνι) za destilacijo.
Tradicionalna zivanija se še vedno imenuje lampikos (grško λαμπίκος, IPA: [lam'bikos]; glej tudi alembik) v grškem narečju Cipra. V nekaterih vaseh na Cipru so si vsi vaščani običajno delili en sam lampikos. Tradicionalni destilatorji zivanie so podobni tistim, ki se uporabljajo za tsikoudia na Kreti.
Ko je glavna posoda destilarne hermetično zaprta, pod njo prižgemo ogenj. Ogenj se nadzoruje in vzdržuje, da se proizvaja stalna toplota. Prva zivanija, ki pride iz destilarne, ima najvišjo vsebnost alkohola, zadnja, vzeta iz aparata, pa nizko vsebnost alkohola in se imenuje porakos (grško πόρακος). Prvo zivanijo običajno zavržejo, saj ni primerna za pitje, ker vsebuje škodljive kemikalije ali pa se uporablja za masažo bolečih delov telesa.
Odvisno od mešanice pred destilacijo se proizvajajo različne kakovosti zivanije:
- Zivania pridelana samo z vinom za destilacijo
- Zivania pridelana z uporabo vina in tropin za destilacijo
- Zivanija pridelana iz tropin, vode in šibke zivanije

## Skladiščenje in transport
Zivania je običajno shranjena v čistih lesenih ali pocinkanih kovinskih posodah, ki jih je mogoče zapreti, da zadržijo izhlapevanje. Lahko ga pretočimo v steklenice za kratko shranjevanje ali uživanje.

## Poraba in druga uporaba
Ciprčani uživajo zivanijo skozi vse leto. Poleti zivanio postrežejo ledeno hladno. Običajno se ne uživa sama in se postreže s suhimi oreščki, loukoumi, shoushouko ali majhnimi predjedmi, kot so ciprski loukaniko, lountza in tsamarella.
Pred uvedbo piva in drugih alkoholnih pijač na Cipru sta bili glavni alkoholni pijači, ki so jo uživali Ciprčani, vino in zivania. V nekaterih vaseh na Cipru zivaniji dodajo cimet, ki ji daje izrazito rdečo barvo, aromo in okus. Ko zivania odleži, pridobi močnejši okus in aromo. Starana zivania je zelo cenjena in jo hranijo za uživanje ob posebnih priložnostih ali kot poslastico za obiskovalce.
Zivania se poleg uporabe kot alkoholna pijača uporablja tudi za zdravljenje ran, za masažo bolečih delov telesa, kot zdravilo proti prehladu in zobobolu ter kot grelni napitek v hladnih zimskih mesecih, zlasti v vasi gorovja Troodos.

## Pristnost
Da bi ugotovili pristnost zivanije, so se obrnili na kemijske študije, da bi raziskali, katere od analiziranih kovin predstavljajo diagnostične parametre, ki dokazujejo pristnost. Rezultati študij kažejo, da je zivania povezana z edinstvenimi geološkimi in podnebnimi razmerami, ki obstajajo na otoku Ciper.

## Galerija
- Steklenica ciprske Zivanie
- Steklenica ciprske Zivanie
- Kozarec ciprske Zivanie
- Grozdje Mavro, ki se uporablja v proizvodnji zivania.
- Naprava za destilacijo (kazani), najdena v vasi Amiras na Kreti.